# DOMINO (森川美穂の曲)
「DOMINO」（ドミノ）は、森川美穂の24枚目のシングル。1996年7月24日にTOSHIBA-EMI/TM FACTORYから発売された。

## 概要
- テレビ東京『クイズ赤恥青恥』エンディングテーマ。
- 前作に続き自身が1番やりたかったラテンフレーバー溢れる楽曲。
- シングル曲で本曲を最後にオリコン週間トップ100位にチャートインしていない（2017年4月現在）。

## 収録曲
（編曲：小林信吾）
1. DOMINO [4:11]
作詞：山田ひろし　作曲：内藤慎也
2. 忘れられない [4:27]
作詞：森川美穂、作曲：小林信吾
3. DOMINO（オリジナル・カラオケ）